# Daphne Ceeney
Daphne Ceeney (7 de enero de 1934 - 25 de julio de 2016) fue una competidora paralímpica australiana. Siendo la primera mujer australiana que compitió en los Juegos Paralímpicos. Ganó catorce medallas en tres Juegos Paralímpicos en las modalidades tiro con arco, atletismo, esgrima, natación y tenis de mesa de 1960 a 1968.

## Vida personal

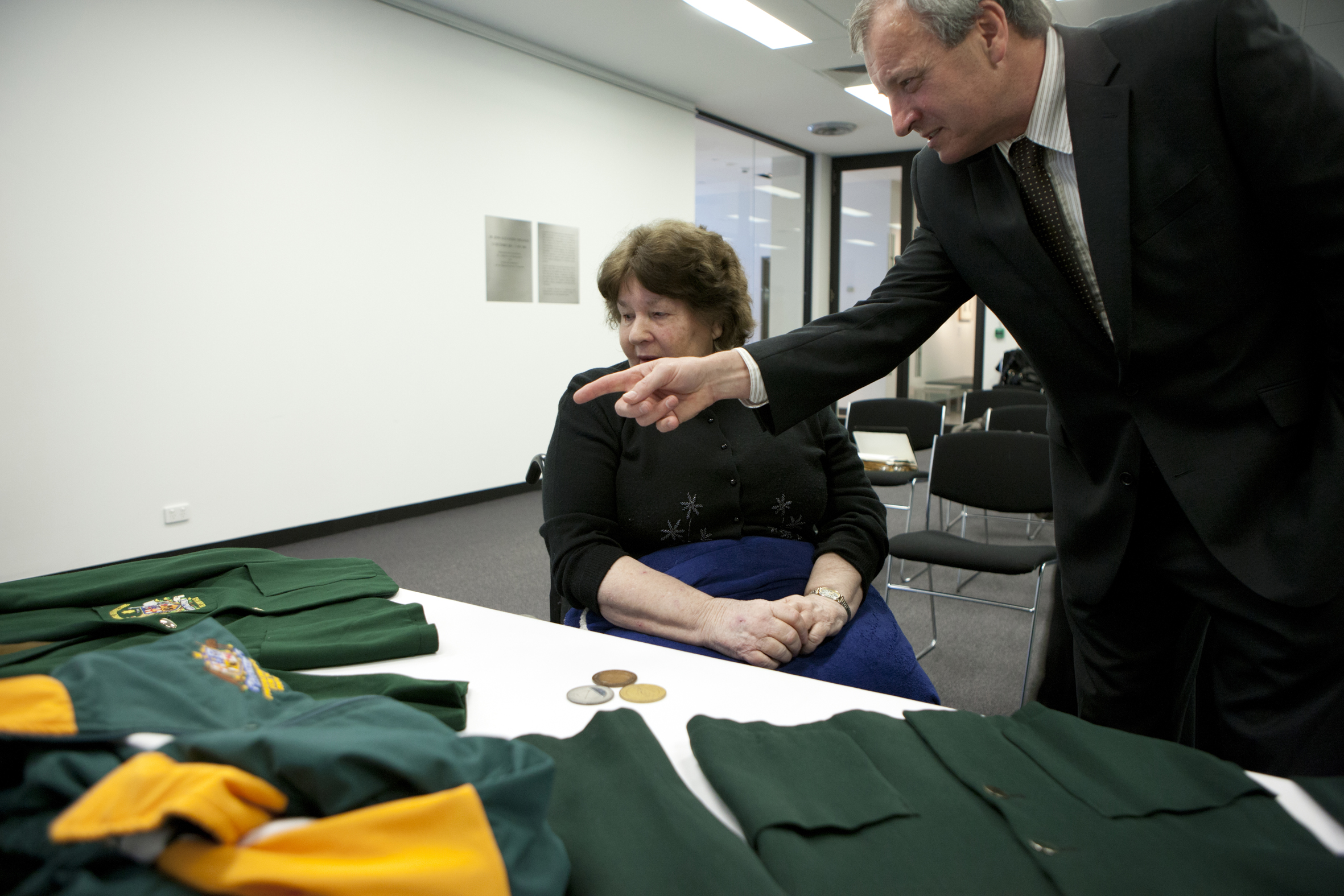
La Presidenta del Comité Paralímpico Australiano y Daphne Ceeney ven las chaquetas y medallas que Hilton donó al APC en 2012.

Ceeney nació en la ciudad de Harden-Murrumburrah de Nueva Gales del Sur el 7 de enero de 1934, como la mayor de cuatro hermanos. Se quedó parapléjica después de romperse la espalda en un accidente de equitación en 1951 a la edad de 17 años. Pasó 9 meses en el Hospital Real Príncipe Alfredo de Sídney antes de volver a Murrumburrah. Ocho años después del accidente, se trasladó a Sídney, donde pasó seis meses en el Centro de Rehabilitación de Cherrywood y luego un año en el Hospital de Rehabilitación de Mt Wilga. Mientras vivía en el hospital de rehabilitación, desarrolló su capacidad y habilidades deportivas. Fue seleccionada como la única mujer atleta de Australia en los Juegos Paralímpicos de Roma 1960.
En 1967 se casó con Frank Hilton, a quien había conocido en el Northern Archers Club. Trabajó como taquimecanógrafa hasta el nacimiento de sus gemelas, Nichole y Rachael, en 1970. Estuvo en el Royal North Shore Hospital durante seis meses antes del parto, y fue la primera persona con paraplejia en dar a luz a gemelos en Australia; se escribió una tesis sobre su embarazo y nacimiento. En agosto de 2012, donó al Comité Paralímpico Australiano un conjunto de medallas de los Juegos de 1960 y tres chaquetas del equipo australiano. Murió en Canberra el 25 de julio de 2016 a la edad de 82 años.

## Carrera deportiva

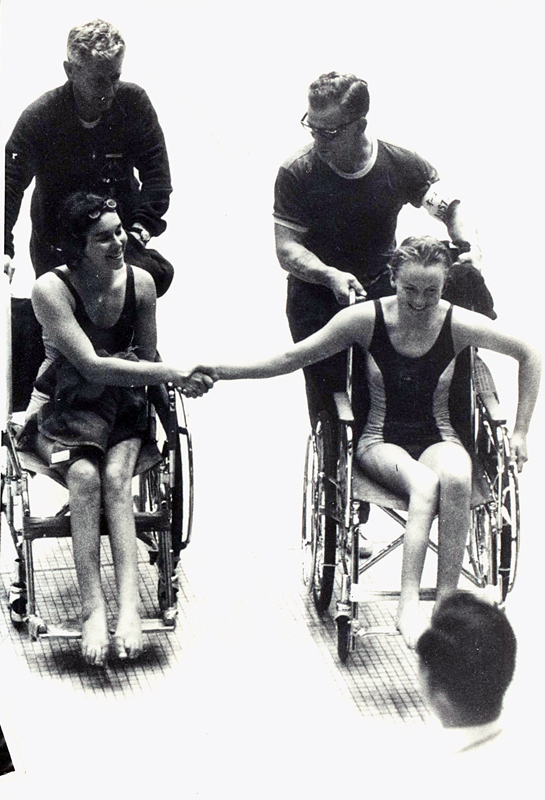
Las miembros del equipo paralímpico australiano Daphne Ceeney y Elizabeth Edmondson se dan la mano después de que Edmondson ganara el oro y Ceeney la plata en la prueba de natación en solitario de los Juegos Paralímpicos de Tokio 1964. Están empujadas por Kevin Betts (Ceeney) y 'Johnno' Johnston (Edmondson).

### Juegos Paralímpicos de Roma 1960
Ceeney fue la única competidora australiana en los Juegos inaugurales de Roma de 1960. En los juegos, ganó dos medallas de oro en las pruebas de 50 metros braza clase 5 y 50 metros crol clase 5, tres medallas de plata en la ronda de San Nicolás abierta en tiro con arco, en la prueba de lanzamiento C del club de mujeres y en la de lanzamiento de jabalina C, y una medalla de bronce en la prueba de lanzamiento C de mujeres.

### 1962 Juegos parapléjicos de la Mancomunidad
Ganó 8 medallas de oro y una de plata en los Juegos parapléjicos de la Mancomunidad de 1962 en Perth, Australia Occidental, específicamente en atletismo, con tiro con arco y natación.

### Juegos Paralímpicos de Tokio 1964
En los Juegos de Tokio de 1964, ganó una medalla de oro en la prueba de tenis de mesa de dobles C para mujeres con Marion O'Brien, una medalla de plata en la prueba de 50 m de prono de estilo libre completo de clase 5, y tres medallas de bronce en la ronda abierta de Albion para mujeres en tiro con arco, en la prueba de 50 m de estilo libre de supina equina y en la prueba individual de florete para mujeres (esgrima en silla de ruedas); también compitió, pero no ganó ninguna medalla en las pruebas de atletismo de los juegos de 1964.

### 1966 Juegos parapléjicos de la Mancomunidad
Ceeney ganó 13 medallas, incluidas 6 medallas de oro en natación, esgrima, lanzamiento de peso, tenis de mesa y pentatlón en los Juegos parapléjicos de la Mancomunidad de 1966 en Jamaica. En estos juegos fue la única mujer miembro del equipo de baloncesto en silla de ruedas de Australia. En estos Juegos añadió el baloncesto en silla de ruedas a su repertorio, convirtiéndose en la primera mujer de baloncesto en silla de ruedas que jugó en una competición masculina en Australia.

### Juegos Juegos Mundiales en Silla de Ruedas
En la década de 1990, Ceeney salió de su jubilación y se dedicó a los bolos sobre hierba con la esperanza de ser seleccionada para los Juegos Paralímpicos de Sídney 2000.  El deporte fue retirado del programa después de los Juegos Paralímpicos de Atlanta 1996, pero Ceeney siguió compitiendo en los Juegos Mundiales IWAS, ganando una medalla de plata en los individuales y una de bronce en los pares, y esto tuvo lugar 42 años después de su primer éxito deportivo internacional. Se retiró de los bolos sobre hierba en ese año.

## Reconocimiento
En 2012, Hilton fue una de las 31 personas invitadas a ser embajadora de las celebraciones de los 50 años de los Deportes en Silla de Ruedas en Nueva Gales del Sur. Hilton fue admitida en el Salón de Campeones de Nueva Gales del Sur en noviembre de 2014. En diciembre de 2016, fue admitida póstumamente en el Salón de la Fama de los Juegos Paralímpicos de Australia.